# Melitaea kansuensis
Melitaea kansuensis är en fjärilsart som beskrevs av Nordström 1935. Melitaea kansuensis ingår i släktet Melitaea och familjen praktfjärilar. Inga underarter finns listade i Catalogue of Life.